# Naegen neomu sojunghan neo
Naegen neomu sojunghan neo (내겐 너무 소중한 너?), noto anche con i titoli internazionali You're So Precious to Me e My Lovely Angel, è un film sudcoreano del 2021.

## Trama
Jae-sik si trova in seri problemi economici, ma non vuole che la verità venga allo scoperto; quando uno dei suoi impiegati muore, si reca così a casa sua per vedere se può impadronirsi di alcuni oggetti di valore. Inaspettatamente, l'uomo trova invece una bambina, Eun-hye; ben presto scopre che la piccola è sordocieca, e rimasta solo al mondo. A causa di una serie di equivoci viene creduto il padre della bambina, ma il suo nuovo ruolo da "genitore" finisce per trasformare il cinico Jae-sik in una persona migliore.

## Distribuzione
La pellicola ha goduto di una distribuzione a livello nazionale a partire dal 12 maggio 2021.